# Liste der Baudenkmäler in Genderkingen
Auf dieser Seite sind die Baudenkmäler in der schwäbischen Gemeinde Genderkingen zusammengestellt. Diese Tabelle ist eine Teilliste der Liste der Baudenkmäler in Bayern. Grundlage ist die Bayerische Denkmalliste, die auf Basis des Bayerischen Denkmalschutzgesetzes vom 1. Oktober 1973 erstmals erstellt wurde und seither durch das Bayerische Landesamt für Denkmalpflege geführt wird. Die folgenden Angaben ersetzen nicht die rechtsverbindliche Auskunft der Denkmalschutzbehörde.
 Die Liste gibt den Fortschreibungsstand vom 20. Februar 2021 wieder und umfasst sechs Baudenkmäler.

## Baudenkmäler nach Ortsteilen

### Genderkingen
| Lage                                             | Objekt                                         | Beschreibung | Akten-Nr.              | Bild           |
| ------------------------------------------------ | ---------------------------------------------- | --- | ---------------------- | -------------- |
| Hauptstraße 1 (Standort)                         | Gasthof                                        | Zweigeschossiger, langgestreckter Walmdachbau mit Durchfahrten, 17./18. Jahrhundert, modern überformt. | D-7-79-149-2 Wikidata  | weitere Bilder |
| Hauptstraße 3 (Standort)                         | Ehemaliges Forsthaus                           | Eingeschossiger Satteldachbau mit Kniestock und Stichbogenfenstern, 1884. | D-7-79-149-5 Wikidata  | weitere Bilder |
| Kapellenfeld (Standort)                          | Lourdeskapelle                                 | Kleiner lisenengegliederter Satteldachbau mit Dreiseitschluss, 1902; mit Ausstattung. | D-7-79-149-4 Wikidata  | weitere Bilder |
| Kirchplatz 1 (Standort)                          | Katholische Pfarrkirche St. Peter und Paul     | Saalbau mit Pilastergliederung und Gesimsen, eingezogenem Halbrundchor, Vorzeichen, Turm mit Ecklisenen und Treppengiebeln im nördlichen Chorwinkel, Sakristeianbau südlich, Turm frühgotisch, Langhaus und Chor 1750–1755; mit Ausstattung.                      | D-7-79-149-1 Wikidata  | weitere Bilder |
| Schloßstraße 4 (Standort)                        | Ehemaliges Sommerschloss des Klosters Kaisheim | Zweigeschossiger Satteldachbau mit Trauf- und Giebelgesimsen, um 1700. | D-7-79-149-3 Wikidata  | weitere Bilder |
| Nähe Bahnlinie Ingolstadt–Neuoffingen (Standort) | Grenzsäule                                     | Achteckiger Unterbau, darüber Würfelbock mit Blendgiebeln und Nischen, Aufsatz aus Pfeiler und Zylinder mit Kegeldach, um 1600; eingefügt zwei Inschriftensteine einer Vorgängersäule, einer bezeichnet 1439; an der Grenze zwischen Bayern und Vorderösterreich. | D-7-79-201-40 Wikidata | weitere Bilder |